# Gimhwa-eup
Gimhwa-eup (koreanska: 김화읍)  är en köping i kommunen Cheorwon-gun i provinsen Gangwon i den norra delen av Sydkorea, 90 km norr om huvudstaden Seoul. Den gränsar i norr till Nordkorea.